# Skags kapell
Skags kapell är en kyrkobyggnad som tillhör Grundsunda församling i Härnösands stift och som ligger i fiskeläget Skagshamn.

## Kyrkobyggnaden

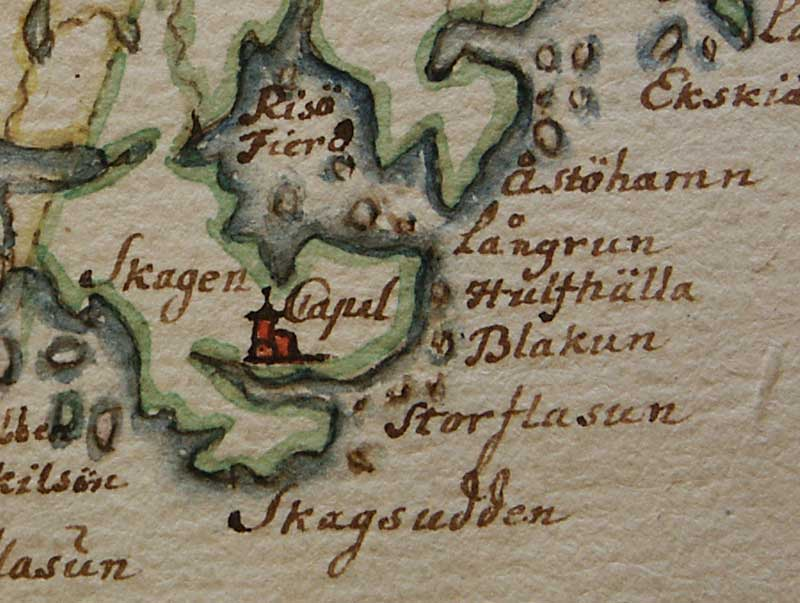
Skags kapell på en karta över Ångermanland från 1714.

Kyrkobyggnaden uppfördes av Gävlefiskarna i mitten av 1600-talet. Stommen är av timmer. Väggarna är utvändigt fodrade med vitmålad träpanel och taket är klätt med kopparplåt. Sammanbyggd med kapellet finns en klockstapel i form av en stege med sadeltak.
Kapellet användes av fiskarna i både Skagshamn och Skeppsmaln tills fiskarna i Skeppsmaln uppförde ett eget kapell 1803. Byggnaden genomgick en grundlig renovering 1923 samt smärre renoveringar på 1950- och 1960-talen.

## Inventarier
I klockstapeln finns två klockor. Lillklockan bär inskriptionen "Til Skacks Capel är denna Cloca förärt af Skacks och Siepmehls Fiscrar A:o 1741. Guten i Gefle af Eric Hilström". På storklockan står: ”Gåva 1925 av Apotekare Nils Nordeman och Häradsdomare Martin Axling.
Den praktfulla predikstolen är av okänd härkomst. Altartavlan målades 1784 och föreställer den korsfäste Kristus med Jungfru Maria och Maria från Magdala. Dopfunten är gjord av dörrspeglar och beslag från ångfartyget Nidarö. I taket hänger en ljuskrona som skänktes i samband med renoveringen 1923 samt en två meter lång uppstoppad stör som fångades inne i viken omkring 1750.